# Magia (Kalafina의 노래)
〈Magia〉(마기아)는 Kalafina의 9번째 싱글이다. 2011년 2월 16일 SME Records에서 발매되었다.

## 설명
전작〈빛나는 하늘의 정적에는〉으로부터 약 5개월만의 릴리스이고, 2011년 1작목의 싱글이다. 수록곡 애니메이션 작품의 정체가 붙는 것은 7번째 싱글〈빛의 선율〉에서 3작연속이다. 작사, 작곡은 기존의 곡뿐만 아니라 그룹의 음악 프로듀서인 카지우라 유키가 다루고 있다.
표제곡〈Magia〉는 TV 애니메이션《마법소녀 마도카☆마기카》의 제3화에서 제8화까지의 엔딩 테마로, 제1화, 제2화, 제10화의 삽입곡으로 사용되었다.
2011년 2월 28일 오리콘 위클리 차트에서〈빛의 선율〉이후 약 1년만에 오리콘 톱 10진입을 달성했다.

## 수록곡

### 첫회 생산 한정반, 통상반
(모든 작사·작곡·편곡: 카지우라 유키)
1. Magia [5:09]
  - TV 애니메이션《마법소녀 마도카☆마기카》의 엔딩 테마.
라틴어로 “마법”이라는 뜻[1]
2. snow falling [4:38]
  - 극장판 애니메이션 《공의 경계 종장「공의 경계」》의 이미지 송
3. Magia (instrumental)

### 애니메이션 판
1. Magia
2. Magia (magic mix) [3:04]
3. Magia (TV Version) [1:30]
4. Magia (instrumental)

#### DVD (첫회 한정반만)
1. Magia (Music Clip)

## 수록 앨범
| 곡명         | 앨범                                        | 발매일           | 비고                  |
| ------------ | ------------------------------------------- | ---------------- | --------------------- |
| Magia        | 《After Eden》                              | 2011년 9월 21일  | 3rdオリジナルアルバム |
| Magia        | 《마법소녀 마도카☆마기카 MUSIC COLLECTION》 | 2013년 12월 25일 | サウンドトラック      |
| snow falling | 《After Eden》                              | 2011년 9월 21일  | 3rdオリジナルアルバム |